# Bolivar, Tennessee
Bolivar är administrativ huvudort i Hardeman County i Tennessee. Orten har fått sitt namn efter Simón Bolívar. Orten hette ursprungligen Hatchie Town och namnbytet till Bolivar skedde år 1825.